# Boisville-la-Saint-Père
Boisville-la-Saint-Père é uma comuna francesa na região administrativa do Centro, no departamento Eure-et-Loir. Estende-se por uma área de 25,08 km². Em 2010 a comuna tinha 733 habitantes (densidade: 29,2 hab./km²).